# Heinrich Götz (Offizier)
Heinrich Götz (* 1. Januar 1896 in Hannover; † 31. Januar 1960 in Oberaudorf) war ein deutscher Offizier, zuletzt Generalleutnant im Zweiten Weltkrieg.

## Leben
Heinrich Götz trat 1914 als Kriegsfreiwilliger in das 5. Garde-Regiment zu Fuß und diente als Offizier im Ersten Weltkrieg. Im April 1915 wurde er im Reserve-Infanterie-Regiment 203 (Berlin) Leutnant.
Nach Ende des Krieges wurde er in die Reichswehr übernommen.
Vom Infanterie-Regiment 9 der Reichswehr kommend und ab 1. Oktober 1937 Major war er ab 1. Mai 1938 Adjutant im Stab der 3. Infanterie-Division (Frankfurt an der Oder). In dieser Position blieb er bis 25. März 1940, wurde dann am 1. Januar 1941 Oberstleutnant. Am 17. Juni 1941 wurde er Kommandeur des Infanterie-Regiments 466 beim 257. Infanterie-Division.
Vom 15. Januar 1944 bis 20. April 1944 war er zum Divisionsführer-Lehrgang kommandiert.
Als Oberst; Beförderung am 1. Juli 1942; übernahm er vom 29. Juni 1944 an in Vertretung für Generalleutnant Wilhelm Heun die Führung über die 83. Infanterie-Division. Am 1. August 1944 erfolgte seine Beförderung zum Generalmajor. Er war anschließend vom 22. August 1944 erst bis 25. September 1944 Kommandeur der 21. Infanterie-Division und dann nochmal vom 15. Januar 1945 bis 31. März 1945. Am 25. September 1944 wurde er schwer verwundet und musste das Kommando abgeben. Mit der Division kämpfte Götz während der Ostpreußischen Operation Ende Januar 1945 bis Ende März 1945 in der Kesselschlacht von Heiligenbeil und dann Ende April 1945 bei der Kesselschlacht von Halbe.
In den letzten Wochen des Krieges führte Götz bis Kriegsende als Kommandeur die Volksgrenadier-Division „Scharnhorst“ beim XX. Armeekorps. Am 1. April 1945 wurde er zum Generalleutnant befördert. Die Division ging am 2. Mai 1945 bei Tangermünde in US-amerikanische Kriegsgefangenschaft.

## Auszeichnungen
- Eisernes Kreuz (1914) II. und I. Klasse
- Verwundetenabzeichen (1918) in Schwarz
- Spange zum Eisernen Kreuz II. und I. Klasse
- Ritterkreuz des Eisernen Kreuzes mit Eichenlaub[6]
  - Ritterkreuz am 3. Mai 1942
  - Eichenlaub am 5. März 1945 (765. Verleihung)